# Bulltjärnen, Jämtland
Bulltjärnen är en sjö i Åre kommun i Jämtland och ingår i Indalsälvens huvudavrinningsområde. Sjön har en area på 0,185 kvadratkilometer och ligger 512,6 meter över havet.

## Delavrinningsområde
Bulltjärnen ingår i det delavrinningsområde (705397-134566) som SMHI kallar för Utloppet av Bulltjärnen. Medelhöjden är 594 meter över havet och ytan är 5,75 kvadratkilometer. Räknas de 5 avrinningsområdena uppströms in blir den ackumulerade arean 14,71 kvadratkilometer. Vattendraget som avvattnar avrinningsområdet har biflödesordning 4, vilket innebär att vattnet flödar genom totalt 4 vattendrag innan det når havet efter 351 kilometer. Avrinningsområdet består mestadels av skog (61 procent) och sankmarker (35 procent). Avrinningsområdet har 0,18 kvadratkilometer vattenytor vilket ger det en sjöprocent på 3,2 procent.